# Râul Dălmaciu
Râul Dălmaciu este un curs de apă, afluent al râului Crememeț. 